# 浮标 (航路标识)

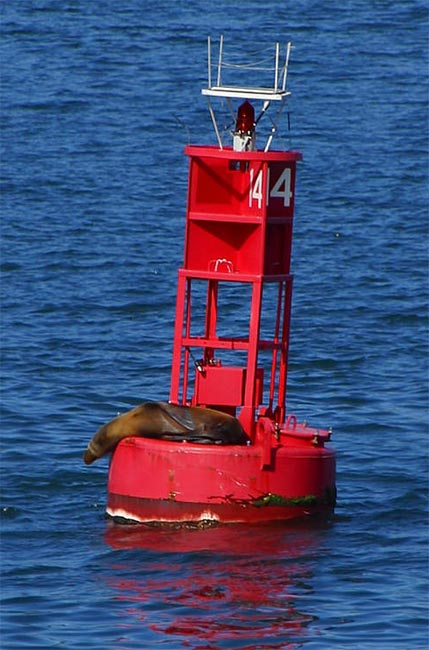
一只海狮趴在圣地亚哥港14号浮标上

浮标是漂浮在水面上的一种航路标志，為避免因飄移而離開原本位置，一端會系于水底。

## 海上浮标
海上浮标的基本形状有罐形、球形、杆形、柱形、锥形等。
海上浮标分为A、B两个系统。A系统为侧面标志（面向港口红色在左）和方位标志相结合的系统；B系统为侧面标志系统（面向港口红色在右）。

## 其他种类
- 航标
- 救生圈
- 气象浮标
- 超高分子量聚乙烯浮标